# Eurhinocricus barrios
Eurhinocricus barrios är en mångfotingart som beskrevs av Chamberlin 1953. Eurhinocricus barrios ingår i släktet Eurhinocricus och familjen Rhinocricidae. Inga underarter finns listade i Catalogue of Life.